# Doris Knecht

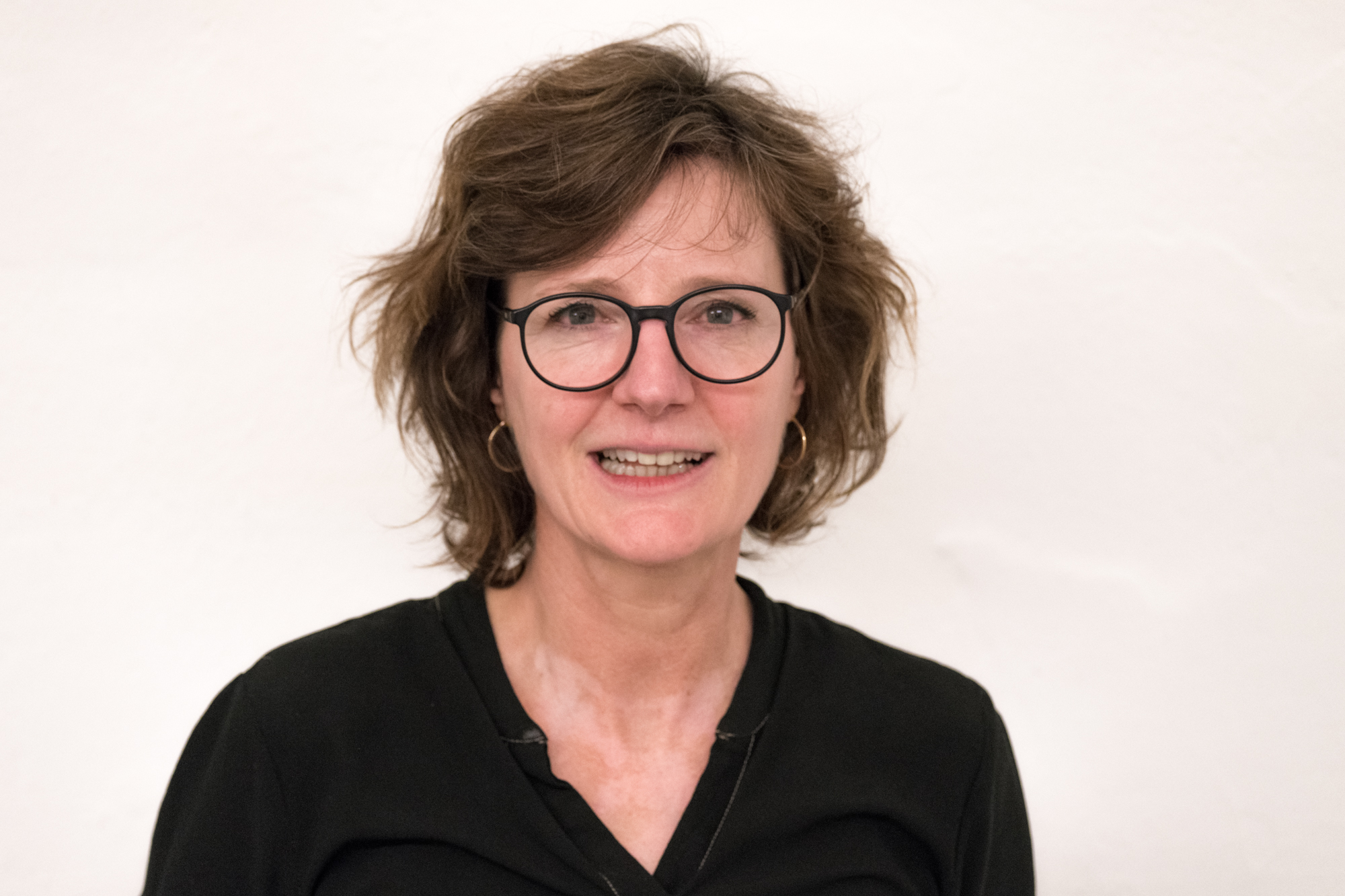
Doris Knecht (2019)

Doris Knecht (* 1966 in Rankweil, Vorarlberg) ist eine österreichische Journalistin und Schriftstellerin.

## Leben
Seit 1985 lebt Doris Knecht meist in Wien. 1989 begann sie ihre journalistische Karriere beim Wiener Stadtmagazin Falter, bei dem sie dann von 1995 bis 1998 als stellvertretende Chefredakteurin tätig war.
1998 wechselte sie zum Nachrichtenmagazin profil. Von 2000 an arbeitete sie für den Zürcher Tages-Anzeiger, wo bis Mitte 2006 eine wöchentliche Kolumne von ihr erschien. Seit 2005 veröffentlicht sie wöchentlich eine Kolumne im Falter. Von 2006 bis 2017 schrieb sie Kolumnen für den Kurier, die ersten Jahre täglich. Seit 2017 schreibt sie eine regelmäßige Kolumne für die Vorarlberger Nachrichten, seit 2018 auch eine Kolumne im Standard.
Gelegentlich tritt Knecht auch als DJ auf.
Doris Knecht hat zwei Kinder, deren Heranwachsen sie in ihren Texten immer wieder thematisiert.

## Preise und Auszeichnungen
- Mit ihrem Roman Gruber geht schaffte Knecht es 2011 auf die Longlist des Deutschen Buchpreises. Die Verfilmung von Gruber geht (mit Manuel Rubey und Bernadette Heerwagen) kam in Österreich Anfang Februar 2015 in die Kinos.
- 2013: Buchpreis Familienroman der Stiftung Ravensburger Verlag für den Familienroman Besser.
- 2018: Buchpreis der Wiener Wirtschaft[1]
- 2022: Preis der Kolumination[2]

## Werke
- Hurra. Wien – Zürich – Wien, Anleitung zum Doppelleben in 111 Schritten. Czernin Verlag, Wien 2004, ISBN 3-7076-0186-2. Mit einem Vorwort von Robert Menasse:
- So geht das! – Wie man fidel verspießert. Czernin Verlag, Wien 2006, ISBN 3-7076-0203-6.
- Moment Mal! Lästigsein lohnt sich. Molden Verlag, Wien 2006, ISBN 3-85485-179-0.
- Gut, ihr habt gewonnen: Neue Geschichten vom Leben unter Kindern. Czernin Verlag, Wien 2008, ISBN 978-3-7076-0274-6.
- So schön schwanger. Antje Kunstmann Verlag, München 2008, ISBN 978-3-88897-534-9.
- Darf's sonst noch was sein? – Mehr Geschichten vom Leben unter Kindern. Czernin Verlag, Wien 2010, ISBN 978-3-7076-0329-3.
- Gruber geht. 2. Auflage. Rowohlt Berlin Verlag, Berlin 2011, ISBN 978-3-87134-691-0.
- Man kriegt so viel zurück! Rowohlt Taschenbuch Verlag, 2012, ISBN 3-499-25954-0
- Besser. Rowohlt Berlin Verlag, Berlin 2013, ISBN 978-3-87134-740-5.
- Wald. Rowohlt Berlin Verlag, Berlin 2015, ISBN 978-3-87134-769-6.
- Langsam, langsam, nicht so schnell! Geschichten vom Leben unter Teenagern. Czernin Verlag, Wien 2016, ISBN 978-3-7076-0582-2.
- Alles über Beziehungen. Roman, Rowohlt Berlin Verlag, Berlin 2017, ISBN 978-3-87134-168-7.
- weg. Roman, Rowohlt Berlin Verlag, Berlin 2019, ISBN 978-3-7371-0038-0.
- Die sieben Leben der Marie Schwarz. Gemeinsam mit Vea Kaiser, Eva Rossmann, Gertraud Klemm, Lydia Mischkulnig, Angelika Reitzer und Cornelia Travnicek, Molden/Styria, Wien 2020, ISBN 978-3-222-15043-2.
- Die Nachricht. Roman, Hanser, Berlin 2021, ISBN 978-3-446-27103-6.
- Eine vollständige Liste aller Dinge, die ich vergessen habe. Hanser, Berlin 2023, ISBN 978-3-446-27803-5.
- Gedankenspiele über die Ruhe. Literaturverlag Droschl 2024, ISBN 978-3-990-59157-4.
- Ja, nein, vielleicht. Hanser, Berlin 2025, ISBN 978-3-446-28288-9.